# Ilja Iljitsch Malyschew
Ilja Iljitsch Malyschew (russisch Илья Ильич Малышев; * 6. Julijul. / 19. Juli 1904greg. in Maikor, Solikamsk, Gouvernement Perm, Russisches Kaiserreich; heute: Region Perm, Russland; † 23. April 1973 in Moskau) war ein sowjetischer Geologe und Politiker der Kommunistischen Partei der Sowjetunion (KPdSU), der unter anderem von 1946 bis 1949 Minister für Geologie sowie zwischen 1957 und 1971 Vorsitzender der Staatlichen Kommission für Bodenschätze und Mineralreserven beim Ministerrat der UdSSR war.

## Leben
Ilja Iljitsch Malyschew, der aus einer Arbeiterfamilie stammte, absolvierte ein Studium am Uraler Polytechnischen Institut, der heutigen Staatlichen Akademie für Geologie und Bergbau des Uralgebiets, und wurde nach deren Abschluss 1932 stellvertretender Direktor der Uraler Zweigstelle des Instituts für Angewandte Mineralogie der Akademie der Wissenschaften der UdSSR. Daneben war er von 1932 bis 1937 wissenschaftlicher Mitarbeiter am Geologischen Institut der Akademie der Wissenschaften der UdSSR und wurde zudem 1932 Mitglied der Kommunistischen Partei der Sowjetunion (KPdSU). 1937 wurde er stellvertretender Leiter und Chefingenieur der Geologischen Verwaltung des Volkskommissariats für Schwerindustrie und war darüber hinaus als Nachfolger von Iwan Michailowitsch Gubkin von Juli 1939 bis zur Auflösung dieser Funktion am 14. Juni 1946 Vorsitzender des Komitees für Geologische Angelegenheiten beim Rat der Volkskommissare der Sowjetunion. Unter seiner Leitung wurden in den Vorkriegsjahren und während des Deutsch-Sowjetischer Krieges (22. Juni 1941 bis 8. Mai 1945) Explorationsarbeiten organisiert, die zur Entdeckung großer Bodenschätze führten
Am 14. Juni 1946 wurde Malyschew erster Minister für Geologie und bekleidete dieses Amt bis zum 11. April 1949, woraufhin Pjotr Andrejewitsch Sacharow seine Nachfolge antrat. Nach seinem Ausscheiden aus dem Ministerrat fungierte er zwischen 1949 und 1952 als Leiter der Nordwestlichen Geologischen Direktion in Petrosawodsk sowie von 1952 bis 1957 als Leiter eines Bereichs des nach Nikolai Michailowitsch Fjodorowski benannten Allunions-Wissenschaftlichen Forschungsinstituts für mineralische Rohstoffe (VIMS). Im Dezember 1957 wurde er Vorsitzender der Staatlichen Kommission für Bodenschätze und Mineralreserven beim Ministerrat der UdSSR und verblieb auf diesem Posten bis August 1971. In dieser Funktion war er einer der Organisatoren des Geologischen Dienstes in der UdSSR und es wurden Arbeiten zur industriellen Bewertung erkundeter Reserven durchgeführt. 1958 wurde er Doktor der Geologie und Mineralogie und verfasste neben seinen Ämtern verschiedene Artikel und Fachbücher wie „Titan-Magnetit-Lagerstätten des Urals“ (1934) sowie „Bildungs- und Lagemuster von Titanerzlagerstätten“ (1957). Er wurde unter anderem mit dem Leninorden, dem Orden der Oktoberrevolution sowie zweimal mit dem Orden des Roten Banners der Arbeit ausgezeichnet. Nach seinem Tode wurde er auf dem Nowodewitschi-Friedhof beigesetzt.

## Veröffentlichungen
- Титано-магнетитовые месторождения Урала, 1934
- Закономерности образования и размещения месторождений титановых руд, 1957